# Turbonilla strebeli
Turbonilla strebeli is een slakkensoort uit de familie van de Pyramidellidae. De wetenschappelijke naam van de soort is voor het eerst geldig gepubliceerd in 1969 door Corgan.